# هوانغ بو
هوانغ بو (بالصينية: 黄渤) مواليد 26 أغسطس 1974 في تشينغداو، شاندونغ، الصين، هو ممثل صيني بدأ مسيرته الفنية عام 2000. تخرج من أكاديمية بكين للأفلام. مثل في أفلام مثل شاولين كرة السلة، ميدالية فضية وموجين: الأسطورة المفقودة.

## وصلات خارجية
- هوانغ بو على موقع IMDb (الإنجليزية)
- هوانغ بو على موقع ألو سيني (الفرنسية)
- هوانغ بو على موقع ميوزك برينز (الإنجليزية)
- هوانغ بو على موقع أول موفي (الإنجليزية)
- هوانغ بو على موقع أول موفي (الإنجليزية)
- هوانغ بو على موقع قاعدة بيانات الفيلم (الإنجليزية)
- هوانغ بو على موقع كينوبويسك (الروسية)